# Drugi rząd Helmuta Kohla
 Drugi rząd Helmuta Kohla – koalicyjny gabinet złożony z CDU/CSU i FDP, działający od 30 marca 1983 do 11 marca 1987. Powstał w wyniku wyborów wygranych przez centroprawicową koalicję.
| Funkcja                                                                     | Imię i nazwisko                                                                 | Partia |
| --------------------------------------------------------------------------- | ------------------------------------------------------------------------------- | ------ |
| Kanclerz federalny                                                          | Helmut Kohl                                                                     | CDU    |
| Wicekanclerz                                                                | Hans-Dietrich Genscher                                                          | FDP    |
| Minister spraw zagranicznych                                                | Hans-Dietrich Genscher                                                          | FDP    |
| Minister spraw wewnętrznych                                                 | Friedrich Zimmermann                                                            | CSU    |
| Minister sprawiedliwości                                                    | Hans Arnold Engelhard                                                           | FDP    |
| Minister finansów                                                           | Gerhard Stoltenberg                                                             | CDU    |
| Minister gospodarki                                                         | Otto Graf Lambsdorff (do 27 czerwca 1984) Martin Bangemann (od 27 czerwca 1984) | FDP    |
| Minister rolnictwa, polityki żywnościowej i leśnictwa                       | Ignaz Kiechle                                                                   | CSU    |
| Minister do spraw wewnątrzniemieckich                                       | Heinrich Windelen                                                               | CDU    |
| Minister pracy i polityki społecznej                                        | Norbert Blüm                                                                    | CDU    |
| Minister obrony                                                             | Manfred Wörner                                                                  | CDU    |
| Minister ds. rodziny, kobiet i młodzieży                                    | Heiner Geißler (do 26 września 1985) Rita Süssmuth (od 26 września 1985)        | CDU    |
| Minister transportu                                                         | Werner Dollinger                                                                | CSU    |
| Minister środowiska, ochrony zasobów naturalnych i bezpieczeństwa jądrowego | Walter Wallmann (od 6 czerwca 1986)                                             | CDU    |
| Minister poczty i telekomunikacji                                           | Christian Schwarz-Schilling                                                     | CDU    |
| Minister ds. zagospodarowania przestrzennego, budownictwa i rozwoju miast   | Oscar Schneider                                                                 | CSU    |
| Minister ds. badań naukowych i technologii                                  | Heinz Riesenhuber                                                               | CDU    |
| Minister edukacji i nauki                                                   | Dorothee Wilms                                                                  | CDU    |
| Minister ds. współpracy gospodarczej                                        | Jürgen Warnke                                                                   | CSU    |
| Minister ds. zadań specjalnych i szef Urzędu Kanclerza Federalnego          | Wolfgang Schäuble (od 15 listopada 1984)                                        | CDU    |